# FIRE

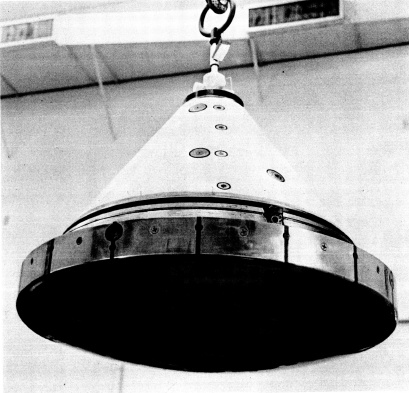
Módulo de reentrada del proyecto FIRE.

La investigación de vuelo en un entorno de reentrada o FIRE (Flight Investigation of the Reentry Environment, por sus siglas en idioma inglés) fue un programa de pruebas de reentradas atmosféricas realizadas desde trayectorias suborbitales con modelos a escala del módulo de mando de la nave Apolo. En total se realizaron dos pruebas, el 14 de abril de 1964 y el 22 de mayo de 1965, utilizando cohetes Atlas para propulsar los modelos a escala.
El proyecto fue anunciado por la NASA el 18 de febrero de 1962 como un proyecto para el estudio de la reentrada atmosférica a alta velocidad y obtener datos sobre el comportamiento de los materiales, las tasas de calentamiento y la atenuación de las señales de radio de una nave reentrando en la atmósfera a velocidades de casi 40.000 km/h. La información sería utilizada para el diseño de naves tripuladas y no tripuladas que regresasen de misiones lunares. El proyecto fue dirigido por el Centro de Investigación Langley de la NASA. Se utilizarían cohetes Atlas para elevar los modelos hasta el espacio, donde un motor propulsado por combustible sólido Antares propulsaría el modelo hacia la atmósfera a alta velocidad.
Cada uno de los modelos pesaba unos 86.5 kg y portaba diferentes experimentos y sensores para la recogida de datos.